# BNXT League Player of the Year
BNXT League Player of the Year is een jaarlijkse basketbalprijs in de BNXT League die wordt uitgereikt aan de beste Belgische en Nederlandse speler. De prijs werd voor het eerst uitgereikt met de start van de BNXT League in het seizoen 2021/22. De winnaars worden ook gerekend bij de eerdere winnaars toen de competities nog apart waren.

## Erelijst
| Seizoen | België                | België | België              |                     | Nederland | Nederland        | Nederland | Ref |
| Seizoen | Speler                | Pos.   | Club                | Speler              | Pos.      | Club             |           | Ref |
| ------- | --------------------- | ------ | ------------------- | ------------------- | --------- | ---------------- | --------- | --- |
| 2021/22 | Wen Mukubu            | F      | Kangoeroes Mechelen | Worthy de Jong      | SG/SF     | ZZ Leiden        | [ 1 ]     |     |
| 2022/23 | Pierre-Antoine Gillet | PF     | BC Oostende         | Thomas van der Mars | C         | Heroes Den Bosch | [ 2 ]     |     |
| 2023/24 | Pierre-Antoine Gillet | PF     | BC Oostende         | Marijn Ververs      | G         | ZZ Leiden        | [ 3 ]     |     |
| 2024/25 | Niels De Ridder       | PF     | Kortrijk Spurs      | Shaquille Doorson   | C         | LWD Basket       | [ 4 ]     |     |

## Winnaars per club
| België | België              | België     |        | Nederland        | Nederland  | Nederland |
| Aantal | Club                | Jaren      | Aantal | Club             | Jaren      |           |
| ------ | ------------------- | ---------- | ------ | ---------------- | ---------- | --------- |
| 2      | BC Oostende         | 2023, 2024 | 2      | ZZ Leiden        | 2022, 2024 |           |
| 1      | Kangoeroes Mechelen | 2022       | 1      | Heroes Den Bosch | 2023       |           |
| 1      | Kortrijk Spurs      | 2025       |        | 1                | LWD Basket | 2025      |